# Spacemen 3
Spacemen 3 – brytyjski zespół rocka alternatywnego powstały w Rugby, Warwickshire z inicjatywy  Petera Kembera i Jasona Pierce'a. Zespół funkcjonował w latach 1982–1991.
Brzmienie Spacemen 3 określane jest mianem "minimalistycznej psychodelii". Po raz pierwszy ich utwory pojawiły się na niezależnych listach przebojów w 1987 roku z czasem zdobywając coraz większe sukcesy aż do końca dekady i zyskując miano kultowego. Jednakże grupa zawiesiła działalność krótko po wydaniu ostatniego albumu w 1991. Narkotyki są mocno kojarzone z muzyką Spacemen 3, głównie za sprawą otwartego przyznawania się członków zespołu do rekreacyjnego zażywania narkotyków. Kember i Pierce byli jedynymi stałymi członkami zespołu, po ich rozpadzie rozpoczęli prace w nowych projektach Sonic Boom/Spectrum i Spiritualized

## Dyskografia

### Albumy
- 1986 Sound of Confusion (Glass)
- 1987 The Perfect Prescription (Glass)
- 1989 Playing with Fire (Fire)
- 1991 Recurring (Fire)

### Single/EPs
- 1986 Walkin' with Jesus (Glass)
- 1987 Transparent Radiation (Glass)
- 1988 Take Me to the Other Side (Glass)
- 1988 Revolution (Fire)
- 1989 Hypnotized (Fire)
- 1991 Big City (Fire)

### Kompilacje
- 1990 Dreamweapon: An evening of contemporary sitar music (Fierce)
- 1994 Taking drugs to make music to take drugs to (Bomp)
- 1995 For all the fucked up children of the world we give you Spacemen 3 (Sympathy for the record industry)
- 1995 Spacemen are go! – Live (Bomp)
- 1995 Live in Europe 1989 (Space Age Recordings)
- 1995 Translucent Flashbacks (B-Sides & Rarities) (Fire)
- 2003 Forged Prescriptions (Space Age Recordings)